# 林紫君
林紫君（1991年6月8日—），前為亞洲電視合約藝員。其先參加由亞洲電視舉辦的2009亞洲小姐競選（港澳賽區），及後進身總決賽但終落選，而最後得亞洲電視簽約而入行，她於2008年在香港中西區傳統名校聖保羅男女中學畢業，應考中學會考，但未得五科合格，2014年9月至2015年7月年完成毅進課程，達到警隊最低要求，而且成功2016年1月加入警隊受訓，在2016年7月9日完成警員訓練，並以全班第一佳績獲奪得銀笛獎。

## 演出作品

### 節目主持（亞洲電視）
- 2010年：《時尚生活Guide》
- 2010年：《星級享受之旅》
- 2010年：《嶺南尋根之旅》
- 2010年：《2010亞洲小姐競選 －踏上美麗青雲》
- 2011年：《尋找百姓家》
- 2011年：《通識小學堂》

## 曾擔任大使
- 2010年
  - 第四屆九龍城區區節大使

## 獎項
- 2009亞洲小姐競選（港澳賽區）──慈善之星獎
- 2009亞洲小姐競選（港澳賽區）──演藝活力獎

## 慈善活動
- 2012年：慈善機構「龍耳」 ── 無聲有星顯才華

## 個人生活
2024年結婚。